# 韩洪宾
韩洪宾（1916年3月—2016年4月16日），河北省望都县人，中华人民共和国政治人物。

## 生平
早年参加学生运动。1937年，加入中国共产党。曾先后任山西省祁县县长，沁县、沁源县牺盟会特派员，太岳区农救总会常委兼二分区、一分区农会主席，太岳区党委整风学校第十一党支部书记，太岳三分区地委常委兼民运部长、办公室主任。
中华人民共和国成立后，担任晋南地委宣传部部长、运城地委常委兼秘书长、中央组织部党员管理处处长等。1956年，任中共山西省大同市委书记（时设第一书记）。1958年6月，担任大同市委第一书记。1962年12月，改任青海省委组织部部长、中共青海省委常委、青海省委副书记。文化大革命期间受到迫害。1979年，出任山西省委常委、代秘书长。1984年4月离休。2016年4月16日，因病在太原去世，享年101岁。